# Glaenocorisa propinqua
Glaenocorisa propinqua är en insektsart som först beskrevs av Franz Xaver Fieber 1861.  Glaenocorisa propinqua ingår i släktet Glaenocorisa och familjen buksimmare. Arten är reproducerande i Sverige.

## Underarter
Arten delas in i följande underarter:
- G. p. propinqua
- G. p. cavifrons